# Ardisia crassirhiza
Ardisia crassirhiza là một loài thực vật có hoa trong họ Anh thảo. Loài này được Z.X.Li & F.W.Xing ex C.M.Hu mô tả khoa học đầu tiên năm 1992.